# 与座岳
与座岳（よざだけ）は、沖縄県糸満市に位置する、標高168.4メートルの山で、同市の最高峰である。

## 地理
沖縄本島南部にあり、沖縄県糸満市の東に位置する。標高は168.4メートルで、同市の最高峰である。糸満市の大字である「与座（よざ）」と「大里（おおざと）」の南方にあり、頂上は前者の大字のうち、小字は「御神ノ前原（おかみのまえばる）」に属する。
東の八重瀬岳と共に、沖縄本島南部の石灰岩台地の一部を構成している。新生代第三紀から第四紀初頭にかけて堆積した島尻層群の泥岩を基盤とし、上部に第四紀更新世の琉球石灰岩が覆い、縦横に断層が走る。与座岳から八重瀬岳にかけて、北は断層線により急崖で、それに対し、南は緩やかな斜面が広がる傾動地塊である。また、石灰岩で形成された堤防状の高まりが、断層に沿って発達している。
与座岳周辺に土壌は少ないが、直線状に樹木帯が分布している。北側斜面は、沖縄戦跡国定公園の第2種特別地域に指定されている。麓の北側には「与座泉（ヨザガー）」と呼ばれる泉がある。

## 歴史
方言で「ユザダキ」という。頂上には「与座岳（ユザダキ）ヌ御嶽」と呼ばれる御嶽が存在し、東の「カンザナダキ」から西の「ブズンウタキ」までの範囲を「御神ヌ前（ウカミヌメー）」といい、与座岳が位置する小字の「御神ノ前原（おかみのまえばる）」の由来となっている。また与座岳北の崖下は「御神ヌ下（ウカミヌシチャ）」といわれている。
頂上の「与座岳ヌ御嶽」は「ハッチョー御嶽」ともいわれ、『琉球国由来記』に記されている「与座嶽 二御前 神名 イシノ御イベ」に該当すると考えられ、『琉球国志略』には「由佐嶽」とある。山頂にある岩穴には、天孫氏と関係するともいわれる墓がある。頂上東側の「カンザナダキ」の拝所は、自衛隊基地内にあり、沖宮が設置した。北の麓には「イクサドー」と呼ばれる場所があり、三山時代に与座を攻め入った敵勢を全滅した古戦場の跡地といわれている。
与座岳の北側にある「与座泉（ヨザガー）」は水量が豊富な泉として知られ、人々はこの泉の周辺に移動し、集落を形成したとされる。1726年（雍正4年）より、首里王府が与座泉に灌漑用水路を造営し、また1837年（道光17年）に大幅な改修工事がなされた。戦前は、製糖工場が建てた水車に与座泉の水が注がれ、その動力でサトウキビの圧搾が行われた。
沖縄戦では、1945年（昭和20年）6月初頭、首里から島尻南部へ撤退した第32軍司令部は、第24師団の将兵ら約8,000人に、与座岳から西方の国吉や名城（なしろ）までの線を死守するよう命令した。高さ約90メートルの断崖を有する与座岳に洞窟陣地を築き、地雷を敷設した。それに対し、アメリカ軍の第96歩兵師団（英語版）は、火炎放射戦車で壕内の陣地を焼き尽くし、戦車と大砲で洞窟内を攻撃した。日本軍は国吉丘陵に陣を置く自軍の兵士らと連携を取り合い、抵抗したことで、一時は戦況が進展しなかったが、6月12日にアメリカ軍は再攻撃を開始し、同月16日に同軍が与座岳を占領した。
戦後の1946年（昭和21年）、与座岳頂上にアメリカ軍がレーダー基地を、麓に那覇軍港に通じる道路を建設した際、水源地として与座泉を接収した。住民は水汲みに苦労したが、後に集落に給水口を設置、1965年（昭和40年）に与座の全世帯の水道に送水された。1988年（昭和63年）に取水は終了し、2013年（平成25年）現在、与座泉の周辺は公園として整備されている。
頂上部はアメリカ軍の航空通信施設として使用されていたが、日本復帰後は航空自衛隊に移管された。2018年（平成30年）現在、付近の道路は沖縄県道15号線と52号線に指定され、周辺は農地が広がり、ゴルフ場も建てられている。

## 周辺の軍事基地
かつて周辺に存在した米軍基地については、「与座岳・八重瀬岳の米軍基地」を参照。
- 航空自衛隊那覇基地与座岳分屯基地[17]

与座岳に位置する。アメリカ軍の「与座岳航空通信施設」として使用され、1972年（昭和47年）から翌年にかけて返還された。防空警戒管制施設として使用され、レーダーによる航空警戒をはじめ、対空無線通信の監視などを行っている。レーダーは「FPS-2」から「FPS-5」に更新され、2012年（平成24年）に運用が開始された。
- 陸上自衛隊那覇駐屯地南与座高射教育訓練場[19]

与座岳と八重瀬岳の石灰岩台地にあり、糸満市と八重瀬町の境界部分に位置する。アメリカ軍の「与座岳第1陸軍補助施設」として使用され、日本復帰後は「与座岳サイト」に名称変更、1973年（昭和48年）に返還された。11式短距離地対空誘導発射地区として同誘導弾が装備されている。
- 陸上自衛隊那覇駐屯地八重瀬分屯地[20]

東の八重瀬岳に位置する。アメリカ軍の「与座岳第2陸軍補助施設」として使用され、1973年（昭和48年）から翌年にかけて返還された。1973年（昭和48年）に「与座分屯地」として設置されたが、2006年（平成16年）に「八重瀬分屯地」に名称が変更された。